# Tannbach
Le Tannbach est un ruisseau d'environ six kilomètres de long qui irrigue la Thuringe et la Bavière, affluent de la Saale donc sous-affluent de l'Elbe.

## Géographie
Il prend sa source à l'est de Gefell dans le district thuringien de Saale-Orla. Il coule tout d'abord vers le sud, traversant  Gebersreuth avant d'atteindre Mödlareuth. En aval de Mödlareuth, il poursuit son cours en direction du sud-ouest avant de se jeter dans la Saale à hauteur de Hirschberg.

## Histoire
Il a joué un rôle important pendant la période de la séparation des deux Allemagne RFA et RDA coupant en deux Mödlareuth (le petit Berlin). Il matérialise encore là la frontière entre la Thuringe et la Bavière.